# ريتشارد ماكيني
ريتشارد ماكيني (بالإنجليزية: Richard McKinney) هو نبال أمريكي، ولد في 12 أكتوبر 1953 في ديكاتور في الولايات المتحدة.

## وصلات خارجية
- ريتشارد ماكيني على موقع الاتحاد الدولي للرماية بالسهام (الإنجليزية)
- ريتشارد ماكيني على موقع اللجنة الأولمبية الدولية (الإنجليزية)
- ريتشارد ماكيني على موقع أوليمبيديا (الإنجليزية)